# Prašume Atsinanana
Prašume Atsinanana je naziv za šest nacionalnih parkova u istočnom Madagaskaru (bivše pokrajine Atsirananana, Toamasina i Fianarantsoa) koji su 2007. godine upisani na UNESCO-ov popis mjesta svjetske baštine u Africi kao "primjer reliktnih šuma od presudne važnosti za održavanje tekućih ekoloških procesa potrebnih za opstanak madagaskarske jedinstvene bioraznolikosti, koja se odražava u geološkoj povijesti otoka". 
Naime, nakon što se Madagaskar odvojio od ostatka kopna prije više od 60 milijuna godina, njegov biljni i životinjski svijet je izolirano evoluirao. Prašume su tada odigrale ključnu ulogu u odvijanju ekoloških i bioloških procesa, kao i otočke biološke raznolikosti, koja uključuje izniman broj ugroženih vrsta, poput velikog broja primata i lemura. Oko 80 do 90% svih biljnih i životinjskih vrsta u prašumama Atsinanana su endemi i ugrožene vrste jer su nastale i mogu obitavati samo u ovom jedinstvenom prašumskom biotopu. Od 123 vrste sisavaca na Madagaskaru njih 78 živi u zaštićenom području parkova, a 72 su na Crvenoj listi ugroženih vrsta IUCN-a. Također su ovi nacionalni parkovi poznati po "megaraznolikosti", te u njima živi oko 1200 vrsta biljaka, pet vrsta primata, sve vrste lemura, sedam vrsta glodavaca, šest vrsta sisavaca mesoždera i nekoliko vrsta šišmiša.
Cijelo ovo područje je formalno zaštićeno kao nacionalni parkovi kojima se upravlja u pojedinačnim lokalnim upravama. Ključna pitanja upravljanja uključuju efikasnu kontrolu poljoprivrednih zadiranja i eksploatacije resursa iz područja parkova (napose posijeci-i-spali poljoprivreda), lov, i rudarstvo dragulja. Ova pitanja zahtijevaju provedbu jasne i koordinirane strategije upravljanja svih komponenata ove serijske imovine kao jednom cjelinom. Situacija je pogoršana nakon političke krize u Madagaskaru 2009. godine, nakon čega su ovi lokaliteti upisani na popis mjesta ugrožene svjetske baštine; zbog organizirane i nezakonite sječe i paljenja šume, i krivolova ugroženih lemura.

## Popis lokaliteta
| Slika | Ime                         | Lokacija                                        | Površina  | Koordinate                                              | Odlike |
| ----- | --------------------------- | ----------------------------------------------- | --------- | ------------------------------------------------------- | --- |
|       | Nacionalni park Andohahela  | Pokrajina Anosy                                 | 760 km²   | 24°36′3″S 46°41′58″E / 24.60083°S 46.69944°E            | Osnovan 1997. godine oko planine Anosy koja se nalazi na najjužnijem dijelu madagaskarskih planina. Anosy predstavlja prirodnu barijeru vlažnim vjetrovima s istoka što prourokuje oko 1500 do 2000 mm kiše godišnje na njenoj istočnoj strani, dok na zapadnom dijelu pada oko 700 mm godišnje te tu raste jedinstvena šuma endema, karakteristična za Madagaskar.                                                          |
|       | Nacionalni park Andringitra | Pokrajina Ihorombe                              | 31,16 km² | 22°06′46″S 46°55′23″E / 22.11278°S 46.92306°E           | Osnovan 1999. godine 47 km južno od Ambalavaoa i poznat je po svom grubom terenu dubokih klanaca i visokog grebenja. U njemu obitava preko 100 vrsta ptica i 50 vrsta sisavaca, ali i 55 vrsta žaba. |
|       | Nacionalni park Masoala     | Pokrajine Sava i Analanjirofo                   | 2.400 km² | 15°18′01″S 50°03′09″E / 15.30028°S 50.05250°E           | Osnovan 1997., on je najveći nacionalni park na Madagaskaru, većinom tropska kišna šuma, ali i 100 km² pomorskog parka. Poluotok Masoala, zbog velike raznolikosti staništa (šuma mangrova, močvara, pa čak i koraljni greben), ima i veliku bioraznolikost živog svijeta. |
|       | Nacionalni park Marojejy    | Sava (pokrajina)                                | 555 km²   | 14°27′24.26″S 49°44′15.81″E / 14.4567389°S 49.7377250°E | Park je osnovan 1952. godine oko planinskog masiva Marojejy koji se uzdiže do 2,132 m. Planine imaju izrazitu raznolikost terena koji u malom prostoru jako mijenja visinu. U njegovim nižim dijelovima nalazi se gusta prašuma, nakon koje slijedi tropska kišna šuma, a na vrhu su jedine nedirnute grmovite šume na Madagaskaru. U njemu obitava oko 118 vrsta ptica, 148 vrsta reptila i vodozemaca, te 11 vrsta lemura. |
|       | Nacionalni park Ranomafana  | Pokrajine Haute Matsiatra i Vatovavy-Fitovinany | 416 km²   | 21°11′58″S 47°26′30″E / 21.19944°S 47.44167°E           | Osnovan 1991. godine u jugoistočnom dijelu Madagaskara kako bi se smanjio pritisak lokalnog stanovništva na nedirnuti šumski krajolik koji je dom za mnoge ugrožene vrste biljaka i lemura. |
|       | Nacionalni park Zahamena    | Pokrajina Analanjirofo                          | 643,7 km² | 17°30′43″S 48°41′00″E / 17.51194°S 48.68333°E           | U parku obitava 112 vrsta ptica, 29 vrsta riba, 62 vrste vodozemaca, 46 vrsta reptila, a od 48 vrsta sisavaca, 13 su lemuri od kojih je većina upisana na Crvenu listu ugroženih vrsta IUCN-a. |